# Criqueville-au-Plain
Pour les articles homonymes, voir Cricqueville.
Criqueville-au-Plain est une ancienne commune de la Manche qui exista de 1973 à 1980, année où elle a été supprimée au bénéfice des communes d'Écoquenéauville, Sébeville et Turqueville, communes rétablies après avoir été supprimées en 1973.

## Géographie
Dans la région du Plain dans le Cotentin, au sud du Val de Saire.

## Toponymie
Le nom de la localité est attesté sous les formes Criqueville-au-Plain 1972 (Bulletin des lois de la République française, Imprimerie Nationale, Paris), Criqueville au Plain 1978 (Annuaire téléphonique).
Toponyme ressent en -ville, formé sur le nom de la Crique, ruisseau arrosant les trois communes concernées.
L'élément -au-Plain rappelait l'ancien territoire du Plain (Manche), qui fut autrefois un doyenné de la Manche.

## Histoire
Criqueville-au-Plain est une ancienne commune créée le 1er janvier 1973 (arrêté du 27 décembre 1972), issue de la réunion d'Écoquenéauville, Sébeville et Turqueville. Ces dernières reprennent leur indépendance le 1er janvier 1980 (arrêté du 12 décembre 1979), impliquant la disparition de Criqueville-au-Plain.

## Politique et administration
Les différents maires des trois communes se sont succédé tous les deux ans. Ils seront réélus maires de leurs communes respectifs à la dissolution.
| Période | Période | Identité      | Étiquette | Qualité                    |
| ------- | ------- | ------------- | --------- | -------------------------- |
| 1973    | 1975    | Henri Martin  |           | Maire de Sébeville         |
| 1975    | 1977    | Jean Noël     |           | Maire de Turqueville       |
| 1977    | 1980    | Pierre Larose |           | Maire de d'Écoquenéauville |